# Jorge Martínez Fontena
Jorge Francisco Martínez Fontena (Concepción, Chile, 10 de enero de 1987) conocido como Jorge Martínez Fontena o Jorge Martínez Jr. es un piloto de automovilismo chileno. Apodado el "Niño Maravilla" del Rally Chileno. Ha sido campeón nacional del Rally Mobil en 9 ocasiones, 5 en la N4, 3 en la R3 y 1 en la R5.

## Trayectoria
Comenzó su trayectoria automovilística en su ciudad natal, Concepción, a fines de 2001 y con solo 14 años de edad en la categoría Fiat 600 Potenciados con quien participaba junto a su padre homónimo bajo el equipo Copec-Transportes Jorge Martínez.
En 2003 comienza a incursionar en el Rally Mobil desde la fecha disputada en Iquique en la categoría N4 a bordo de un Subaru Impreza WRX del equipo Point Cola-Adelco, en el cual estuvo hasta 2004.
En 2005 cambia de auto a un Mitsubishi Lancer Evolution VIII de la misma categoría N4, con el que gana su primera carrera en Viña del Mar y se alza como campeón de esa temporada, obteniendo el récord de ser el piloto más joven en alzarse con un título nacional del rally chileno con 18 años y 10 meses.
Más tarde repetiría los títulos en esta misma categoría en 2007, 2008, 2009 y 2012 este último a bordo de un Mitsubishi Lancer Evo X.
En 2013 logra el título de campeón de la categoría R3 a bordo de un Renault Clio, título que repetiría en 2014 y 2016, este último a bordo de un Citroën DS3 del Team Joker.
En 2018 regresa a las categorías de tracción integral, corriendo para el equipo Peugeot Sport - Copec by Joker, a bordo de un Peugeot 208 T16 R5, con el que obtiene el tercer lugar en la general del año.
En 2019 cambia de equipo y se une al CB Tech Rally by Skoda, conduciendo un Skoda Fabia R5 para la primera edición del Campeonato Mundial de Rally en Chile y la temporada del Copec Rally Mobil de ese año, donde obtiene el título nacional de la mencionada categoría.